# 小田仓真
小田仓真（日语：／ Odakura Makoto，1993年7月20日—），日本男子铁人三项运动员，曾获得2017年亚洲铁人三项锦标赛男子个人银牌、2022年亚洲运动会男子个人银牌。他也曾参加2020年夏季奥林匹克运动会。